# 梅利皮亞

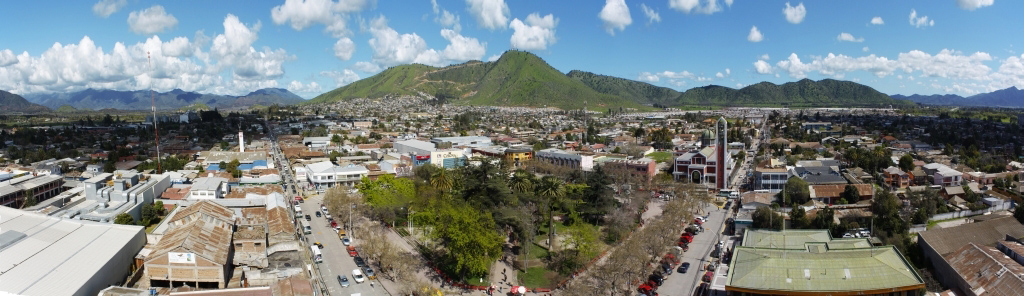

梅利皮亞（西班牙語：Melipilla）是智利的城市，位於該國中部，由聖地亞哥首都大區負責管轄，也是梅利皮亞省的首府，始建於1742年，面積1,344平方公里，海拔高度174米，2002年人口94,540，人口密度每平方公里70.3人。

## 外部連結
- （西班牙文） Municipality of Melipilla （页面存档备份，存于）